# オルチャン
オルチャン（얼짱）とは、美少女・美男子を指す俗語である。韓国で「顔」を意味する「オルグル」と「最高」を意味する俗語の「チャン」を組み合わせて出来た朝鮮語の造語である。
2003年に韓国でインターネット上で最も多く流行した言葉が「オルチャン」で、韓国のポータルサイトNAVERが選定した2003年のインターネットの流行語の1位になった。ネット上のコミュニティにて可愛い一般人をオルチャンと紹介しながら使用され始め、インターネット上で注目を浴びた一般人の美少女たちが芸能界に進出するケースが増え、オルチャンブームに繋がった。インターネットコミュニティサイトに開設されたオルチャン関連のファンコミュニティが数千個に達し、この中で最も有名な5大美女ファンカフェ会員数は、2009年当時で26万人を超えた。
その後、韓国ではオルチャンがすでに死語になっていた2017年ごろに日本でオルチャンメイクがブームになり、2020年代に入っても美容関係の記事などで韓国風メイクを意味する用語オルチャンメイクが使用されている。